# Paul Haba
Paul Haba (ur. 14 lipca 1959) – gwinejski lekkoatleta, sprinter, olimpijczyk.
W 1980 roku reprezentował swój kraj na igrzyskach w Moskwie, startował w biegu na 100 metrów - odpadł w eliminacjach z czasem 11,19 s. oraz w biegu na 200 metrów - odpadł w eliminacjach z czasem 22,70 s.

## Rekordy życiowe
| Dystans            | Wynik | Miejsce | Data          |
| ------------------ | ----- | ------- | ------------- |
| bieg na 100 metrów | 11,19 | Moskwa  | 24 lipca 1980 |
| bieg na 200 metrów | 22,70 | Moskwa  | 27 lipca 1980 |